# Angleški abdžad
Angleški abdžad je uradno nepoimenovan abdžad za zapis angleščine, ki ga je 24. marca 2018 izdala oseba z vzevkom Thunderlight2004. Abdžad je nečist, samoglasnike se zapiše če so na začetku besede (pri tem je samoglasnik zapisan sam), je na koncu besede ali je edini samoglasnik v besedi (pri tem je oznaka za samoglasnik diakritika prejšnjega soglasnika). Teoretično bi se lahko uporabljal tudi za pisanje drugih evropskih jezikov, vendar o uporabi v drugih jezikih ni nobenih zapisov. Uradno ni prepoznan, uporablja se izredno redko, za angleščino se raje uporablja latinico. Abdžad naj bi temeljil na drugi pisavi, verjetno abdžadu, frankoglifih, za katero ni bilo najdenih nobenih virov, ne črk, opisa, česarkoli.
Abdžad je naveden le na enem viru, ta ima zapisana osnovna navodila za pisanje in črke. Kot vsi abdžadi, tudi ta ne razlikuje med velikimi in malimi črkami. Kar ga razlikuje od drugih abdžadov, je pisanje od leve proti desni, kar je značilno le še za ugaritski abdžad in nekaj drugih manj poznanih abdžadov. V viru se lahko vidi, da imajo nekatere črke "repe" v levo ali desno stran, zgoraj ali spodaj, ki segajo nad/pod drugimi črkami. Kjub temu ni razvidno, ali so črke prilagodljive (repi so krajši, če so črke na koncu besede in ali se repa z leve in desne strani združita), prav tako ni razvidno, koliko so dolgi repi (v viru je napisanih nekaj besed z abdžadom, repi so podaljšani čez/pod eno ali dve črki, vendar je vsakič po koncu repa tudi konec besede), prav tako ni nikjer primera, da bi bila v isti besedi črka z levim in črka z desnim repom. Iz vira tudi ni razvidno ali se rep nadaljuje čez črke, ki so višje (npr. d je višji od r) ali se pred njimi konča. V viru je pisava napisana na roke, računalniška različica je bila ustvarjena po tem viru in ni nujno, da je točno taka, kot se drugače zapiše. V viru tudi ni napisano, katero črko se uporabi za manj pogoste zvoke, na primer ŋ ali ʔ.
Vpisavi na roke imajo nekatere črke velike "repe" tudi v zrak, ki jih je nemogoče zapisati v računalniški pisavi, zato so bili skrajšani.
| Angleški abdžad | Angleški abdžad | Angleški abdžad | Angleški abdžad |
| Črka | IPA             | Prečrkovanje    | Prečrkovanje    |
| Črka | IPA             | angleščina      | slovenščina     |
| --- | --------------- | --------------- | --------------- |
| | b               | B               | B               |
| | t͡ʃ              | Ch              | Č               |
| | d               | D               | D               |
| | f               | F               | F               |
| | g               | G               | G               |
| | h               | H               | H?              |
| | d͡ʒ              | G/J             | Dž              |
| | k               | C/K             | K               |
| | l               | L               | L               |
| | m               | M               | M               |
| | n               | N               | N               |
| | p               | P               | P               |
| | ɹ/ɺ             | R               | R?              |
| | s               | S               | S               |
| | t               | T               | T               |
| | v               | V               | V               |
| | w               | W               | V?              |
| | j               | Y               | J               |
| | z               | Z               | Z               |
| | θ/ð             | Th              | T?              |
| | ʃ/ʒ             | Sh/S/G          | Š/Ž             |
| Opombe: - Glasovi, ki se v slovenščini ne izgovarjajo, so pri prečrkovanju zapisani z najbolj podobnim glasom in vprašajem - Glasovi, za katere iz vira ni mogoče ugotoviti, s katero črko se zapišejo: ŋ, r, ɫ, x, ʔ - *Ker je bil glas ročno zapisan, ni mogoče ugotoviti, katerega izmed glasov predstavlja, najbrž ɹ, saj se ɺ v angleščini ne pojavlja |                 |                 |                 |

Abdžad za samoglasnike, ki so na koncu besede, ali če so edini samoglasniki v neki besedi, uporablja diakritike. S črko k je bilo v viru napisano, kje se jih nastavi, venda pri nekaterih drugih grkah, kot sta m ali n, bi diakritike, če bi bile na istem mestu, izgledale čudno in nesmiselno. Če se samoglasnik pojavi na začetku besede ali če v besedi ni nobenega soglasnika, se diakritika zapiše sama, brez soglasnika. Samoglasniki, čeprav imajo svoje črke, niso del abdžada (tako kot ü ni del nemške abecede). Glasovi in diftonge, ki se ne pojavljajo v angleščini in glasovi ɔ, æ̃ in ɒ̃ ter diftonge ɪə, əʊ, ia in uə, ki se pojavljajo v angleščini, nimajo diakritike ali črke.
Abdžad ima tudi različico za zapis vseh samoglasnikov, v bistvu se le diakritike doda še vmesnim soglasnikom. Različica nima posebnega imena in se uporablja tako pogosto v primerjavi z abdžadom, da lahko rečemo, da se ta pisava uporablja kot abdžad ali kot abugido.
| SkrčiSamoglasniki | SkrčiSamoglasniki       | SkrčiSamoglasniki | SkrčiSamoglasniki                   | SkrčiSamoglasniki                   |
| Črka | Diakritika (nad črko K) | IPA               | Prečrkovanje                        | Prečrkovanje                        |
| Črka | Diakritika (nad črko K) | IPA               | angleščina                          | slovenščina                         |
| --- | ----------------------- | ----------------- | ----------------------------------- | ----------------------------------- |
| |                         | ɑ/æ/ʌ/ə           | A/U/O                               | E/A?                                |
| |                         | eɪ/ɛ/eə*          | E/Ai/Ea/A                           | E/Ei                                |
| |                         | i/ɪ/aɪ            | Y/I/Ee/Ea                           | Aj/I?                               |
| |                         | oʊ/ɒ              | O/A/Ua/Au                           | O?/Ol?                              |
| |                         | ɔɪ                | Oi/Oy                               | Oi?                                 |
| |                         | ʊ/u/ɜ             | Ew/Oo/O/U/Ea                        | U?                                  |
| |                         | aʊ                | Ou/Ow                               | Au?                                 |
| |                         | vsi ostali        | Veliko različnih možnih prečrkovanj | Veliko različnih možnih prečrkovanj |
| Opombe: - Glasovi, ki se v slovenščini ne izgovarjajo, so pri prečrkovanju zapisani z najbolj podobnim glasom in vprašajem - *Ta diakritika se za diftongo eə uporablja le, če je pred njim črka R, drugače diakritike nima |                         |                   |                                     |                                     |

Abdžad najbrž še dolgo ne po sprejet pod Unicode, saj se redko uporablja in angleščina že ima močno pisavo v latinici, prav tako ni prepoznan pod ISO 15924.